# Spoorlijn Maastricht - Venlo
De spoorlijn Maastricht – Venlo is onderdeel van Staatslijn E. Op 21 november 1865 werd het baanvak in gebruik genomen. Maastricht was toen al ruim een decennium het eindpunt van de lijnen uit Aken, Hasselt en Luik, hoewel aanvankelijk gebruik makend van drie verschillende stationsgebouwen. Vanuit Maastricht werd de Staatslijn in noordelijke richting aangelegd ten oosten van de Maas.

## Geschiedenis
Terwijl in de omliggende landen op toen al een uitgebreid spoorwegnet aanwezig was, lag Nederland op dat gebied nog ver achter. In 1860 besloot de Nederlandse regering om ook de Nederlandse steden te verbinden door middel van een spoorwegnet. In de daaropvolgende jaren volgde de eerste staatsaanleg van spoorwegen in Nederland. Door de aanleg van tien Staatslijnen werd een belangrijk deel van het land per spoor ontsloten. Om de Brabantse en Limburgse steden te ontsluiten en om aansluiting te krijgen op diverse eerder aangelegde buitenlandse spoorlijnen werd Staatslijn E tussen Breda en Maastricht aangelegd. In tegenstelling tot de andere Staatslijnen bestond Staatslijn E uit drie deeltrajecten.
Het deeltraject Maastricht – Venlo werd als tweede deel van de Staatslijn in 1865 geopend. In Venlo sloot de spoorlijn een jaar later aan op het deeltraject naar Eindhoven en de gelijktijdig geopende Staatslijn G naar het Duitse Viersen. Maastricht was op dat moment al een internationaal spoorwegknooppunt. In 1853 werd de spoorlijn Aken - Maastricht geopend, in 1856 gevolgd door de spoorlijn Maastricht – Hasselt. Beide spoorlijnen werden aangelegd en geëxploiteerd door de Aken-Maastrichtsche Spoorweg-Maatschappij. In 1861 werd de spoorlijn Maastricht – Luik geopend. Deze lijn werd aangelegd en geëxploiteerd door de spoorwegmaatschappij Luik – Maestricht. Staatslijn E was hiermee de vierde spoorlijn naar de Limburgse hoofdstad. De spoorlijn was echter de eerste die de stad met de rest van Nederland verbond. De Staatslijn werd net als de meeste staatslijnen geëxploiteerd door de Maatschappij tot Exploitatie van Staatsspoorwegen.

### Nieuwe verbindingen en elektrificatie
In 1883 werd de Maaslijn tussen Venlo en Nijmegen geopend, hiermee werd het mogelijk om vanuit Limburg via Nijmegen naar het noorden en oosten van het land te rijden. Deze route was enkele tientallen jaren vooral van belang voor het vervoer van steenkolen. Ook ontstond er een nieuwe route, via Kesteren en Amersfoort naar Amsterdam. Deze route werd zowel voor goederenvervoer als voor (internationale) reizigerstreinen gebruikt.
In 1896 opende de spoorlijn Sittard - Herzogenrath, welke vanaf Sittard een directe verbinding met de mijnen in de Oostelijke Mijnstreek en verder naar Aken mogelijk maakte.
De spoorlijn Eindhoven - Weert werd in 1913 geopend. Door de opening van deze spoorlijn en de aansluiting op de IJzeren Rijn tussen Weert en Roermond, verschoof een belangrijk deel van het reizigers- en goederenvervoer via Venlo naar deze spoorlijn. Toen in de Tweede Wereldoorlog de verbinding tussen Kesteren en Amersfoort kwam te vervallen, degradeerde het traject Roermond – Venlo definitief tot regionale zijlijn. In 1949 werd het traject Roermond – Maastricht geëlektrificeerd. De spoorlijn Roermond – Venlo bleef alleen met dieseltractie berijdbaar.
In het kader van het ambitieuze Rail 21-project van de NS werden eind jaren tachtig plannen gemaakt om het traject Roermond – Venlo alsnog onderdeel te laten worden van het nieuwe Interregio-Snelnet, een beperktere regionale opvolger van het oude Intercitynet uit 1970. Op de spoorlijn zou eenmaal per uur een Interregio-trein gaan rijden vanuit Maastricht naar Arnhem, verder naar Zwolle en vervolgens naar Leeuwarden en Groningen. Hiervoor moest echter het traject verdubbeld en geëlektrificeerd worden. Net zoals de meeste plannen uit het R 21-project, is ook dit plan niet uitgevoerd. Wel is het traject in 1997 gemoderniseerd en een hogere snelheid toegelaten. De spoorlijn is hierbij onder andere geschikt gemaakt voor de exploitatie met sneltreinen. In 2003 is bij Swalmen een deel van het traject verlegd om ruimte vrij te maken voor de aanleg van de autosnelweg A73. Het bijna twee kilometer lange traject is dubbelsporig aangelegd.

## Stations en gebouwen
Langs de Staatslijn verschenen, net als langs de andere staatslijnen uit de beginperiode, de standaardstations van de Staatsspoorwegen, de zogenaamde Waterstaatstations. In Sittard en Roermond werd een stationsgebouw van het type vierde klasse gebouwd. De stations Bunde, Beek-Elsloo, Susteren, Echt, Maasbracht-Linne, Swalmen, Reuver en Tegelen kregen een stationsgebouw van het type vijfde klasse.
In Maastricht en Venlo werden lange lage stations gebouwd die voldeden aan de eisen van de Vestingwet. De gebouwen bestonden uit stijl- en regelwerk, opgevuld met steen, afgesmeerd met cement. Ook in andere vestingsteden als Breda en Deventer verschenen dergelijke stationsgebouwen. Na het aanpassen van de wet in 1874 maakten de meeste stationsgebouwen plaats voor nieuwbouw. Het stationsgebouw van de Staatsspoorwegen verving in Maastricht het oude station aan de eerder geopende internationale spoorverbindingen.
In 1881 werd het stationsgebouw van Roermond sterk vergroot, onder andere door de bouw van twee lange zijgevels. Enkele jaren later werd ook het gebouw van Sittard vergroot met twee zijgevels. Ook de meeste andere Waterstaatstations werden in de loop der jaren vergroot. In 1890 kreeg het station Geleen-Lutterade een laag stationsgebouw. Vier jaar later kreeg het in 1889 geopende station Belfeld eveneens een laag stationsgebouwtje. Het stationsgebouw van Maasbracht brandde in 1899] af en werd vervangen door nieuwbouw dat veel weg had van het oorspronkelijke stationsgebouw. Aan een zijde werd echter een lage vleugel gebouwd.

### Vervanging, sluiting en heropening stations
In 1913 werden de twee overgebleven stationsgebouwen van Maastricht vervangen door een groot en opvallend gebouw, Station Maastricht. Het station werd zowel kop- als doorgaand station. Tien jaar later werd het stationsgebouw van Sittard vervangen door opvallende nieuwbouw. Het was het eerste Nederlandse stationsgebouw met uitsluitend platte daken. Het station Geleen-Lutterade werd in 1930 verbouwd tot een eilandstation met vier gebouwtjes en een grote overkapping. Het oude stationsgebouwtje werd hierbij gesloopt.
Nog voor de Tweede Wereldoorlog werden, behalve Sittard en Roermond, alle stations, net als alle haltes en stopplaatsen langs de spoorlijn gesloten. Tijdens de Tweede Wereldoorlog waren een groot aantal stations wegens de brandstofschaarste nog enkele maanden tot jaren open. Na de bevrijding van zuidelijk Nederland werden de stations Bunde en Beek-Elsloo heropend. De stations Geleen-Lutterade, Susteren, Echt, Swalmen, Reuver en Tegelen waren al in 1940 heropend. In 1947 werden de genoemde stations opnieuw gesloten. Twee jaar later werden de acht stations definitief heropend.
Tegelijkertijd met de modernisering en elektrificatie van de Spoorlijn Venlo - Eindhoven werd in 1958 het nieuwe stationsgebouw van Venlo in gebruik genomen. De nieuwbouw ligt dichter bij het centrum dan het eerste station. Door de benodigde douanefaciliteiten werd het een opvallend lang gebouw. Voor de relatie met het voorplein kreeg het gebouw een enorme luifel, een glazen voorgevel en een zeer brede bordestrap.

### Sanering jaren zestig en zeventig
In de jaren zestig en zeventig en begin jaren tachtig werd een groot aantal emplacementen opgeschoond en vereenvoudigd, ook werd een groot aantal oude Waterstaatstations gesloopt en vervangen door efficiëntere nieuwbouw. Bij een groot aantal stations werd gebruikgemaakt van standaardhaltegebouwen. Ook langs de spoorlijn Maastricht – Venlo werd een aantal stationsgebouwen vervangen. Bunde kreeg in 1964 een nieuw eenvoudig transparant stationsgebouw. Een jaar later werd het voormalige stationsgebouw van Maasbracht gesloopt. In 1974 werd het stationsgebouw van Tegelen vervangen door een standaardontwerp van het zogenaamde standaardtype Douma. Stations Beek-Elsloo (1975), Geleen-Lutterade (1976) en Susteren (1975) kregen allen een nieuw stationsgebouw van het type Sextant.

### Nieuwbouw en verplaatsing stations
In 1993 werd het sobere stationsgebouw van Sittard gesloopt om plaats te maken voor opvallende nieuwbouw. Het nieuwe gebouw werd loodrecht op de spoorlijn geplaatst. Behalve de plaatsing van het gebouw vallen de transparantie en het golvende dak op. In 1997 werd het station van Tegelen enkele honderden meters richting het centrum verplaatst. Het station werd hierbij een viaductstation en kreeg hierbij twee liftschachten en trappen naar de perrons. Het stationsgebouw uit 1974 werd na ingebruikname van het nieuwe station gesloopt.
In 2003 werd de spoorlijn in Swalmen enkele tientallen meters richting het westen verplaatst om ruimte vrij te maken voor de aanleg van de autosnelweg A73. Langs de verplaatste spoorlijn kwamen nieuwe perrons. Het oude Waterstaatstation is bewaard gebleven, maar staat nu enkele tientallen meters van de spoorlijn. Drie jaar later werden de stationsgebouwen van Bunde en Geleen-Lutterade gesloopt.

## Dienstregeling
In de eerste decennia na de opening van de spoorlijn maakten alle treinen van en naar Limburg gebruik van de gehele spoorlijn Maastricht – Venlo. Vanaf de opening van de spoorlijn Eindhoven - Weert rijdt een groot aantal treinen via Weert naar Roermond en nam het belang van de lijn via Venlo af. Tot de Tweede Wereldoorlog reden er echter nog diverse treinen vanuit Amsterdam naar Maastricht over de Maaslijn. Na de oorlog reden er vrijwel geen doorgaande reizigerstreinen meer via Venlo naar Maastricht. Wel gingen steeds meer treinen en treindelen na Sittard over de in 1896 geopende spoorlijn Sittard - Herzogenrath naar Heerlen rijden.
Op zomerse zaterdagen reed tot 1988 of 1989 de zogenaamde Valkenburg Expres van Zwolle via Venlo naar Valkenburg. Deze trein reed tussen Nijmegen en Roermond in het dienstregelingpad van een reguliere stoptrein. Bovendien reden enkele Valkenburg Expressen van Amsterdam (Zandvoort) en Den Haag (en vanaf 1989/90 ook Zwolle) tot ten minste 1993 via Utrecht, Eindhoven, Roermond en Maastricht (of Heerlen) naar Valkenburg.
Over het traject Venlo – Roermond reed tot eind jaren vijftig eenmaal per twee uur een doorgaande stoptrein van Enschede via Zutphen en Arnhem naar Roermond. Daarnaast reed er eenmaal per twee uur stoptrein tussen Nijmegen en Roermond. Hierna werd de treindienst ingekort in een stoptreindienst tussen Nijmegen en Roermond, die eenmaal per uur reed en in de spits werd aangevuld met een aantal sneltreinen die tussen Venlo en Roermond alleen in Tegelen stoppen. Een enkele sneltrein stopte ook in Reuver.
Tussen Roermond en Maastricht reden diverse doorgaande sneltreinen uit de Randstad. In 1960 werd de frequente rechtstreekse sneltreindienst tussen Amsterdam en Maastricht in gebruik genomen. In de winterdienst van 1961 werd de treindienst van Amsterdam doorgetrokken naar Zandvoort. Op het station van Zandvoort konden de treinen makkelijker kop maken en rangeren dan op het nabijgelegen station Haarlem. Van een aantal sneltreinen werd in Sittard een treindeel naar Heerlen afgekoppeld. In de spits reden ook enkele doorgaande sneltreinen vanuit onder andere Leiden en Den Haag via Breda naar Maastricht. Behalve sneltreinen reed er eenmaal per uur een stoptrein tussen Eindhoven en Maastricht, in de spits aangevuld met enkele stoptreinen tussen Roermond en Maastricht.

### Spoorslag '70
Met de invoering van de nieuwe consequente dienstregeling bij Spoorslag '70 werd de frequentie van de treindienst tussen Roermond en Sittard verdubbeld. Voortaan reed het ene halfuur een intercity tussen Zandvoort en Maastricht en het andere halfuur een intercity tussen Zandvoort en Heerlen. De stoptreinen reden eenmaal per uur van Eindhoven naar Maastricht en eenmaal per uur van Eindhoven naar Heerlen. In de spits reden extra stoptreinen tussen Sittard en Maastricht. Enkele jaren later werd de stoptreindienst ingekort tot Roermond – Maastricht/Heerlen. De reguliere stoptreinen naar Maastricht werden in 1987 doorgetrokken naar het station Maastricht Randwyck
Tussen Venlo en Roermond ging vanaf 1970 eenmaal per uur een extra stoptrein rijden die niet in Swalmen stopte. In de spits reed deze trein vanuit Nijmegen. Enkele jaren later werd de stoptreindienst op werkdagen en zaterdags geïntensiveerd tot een halfuursdienst tussen Nijmegen en Roermond.

### De jaren negentig
In 1990 werden de zogenaamde IC '90 treindiensten geïntroduceerd. Hierbij gingen er in de spits, op zaterdagochtend en zondagavond rechtstreekse intercity's tussen Eindhoven en Zwolle rijden. Elke werkdag reed een van deze treinen 's morgens vanuit Maastricht naar Zwolle en keerde 's middags terug. Het jaar daarna reden er doordeweeks 's morgens vanuit Maastricht twee IC '90-treinen naar het noorden. Een van deze treinen reed zelfs door naar Leeuwarden. 's Middags reden er vanuit Zwolle twee treinen naar Maastricht op zondagavond reed bovendien een intercity van Groningen naar Heerlen en van Heerlen naar Zwolle. Het jaar daarna kwam er doordeweeks een extra trein Heerlen – Zwolle en een extra trein Zwolle – Maastricht bij. Op vrijdagen reed een van de treinen vanuit Groningen. Dat jaar ging op zondagen bovendien een extra trein tussen Maastricht en Amersfoort rijden. Ook de daaropvolgende jaren werd de treindienst van de IC '90-treinen nog enkele keren aangepast.
Na bijna 35 jaar verviel Zandvoort in 1995 als begin- en eindpunt van de intercity's van en naar Zuid-Limburg. Voortaan reden de treinen naar Maastricht vanuit Haarlem en de treinen naar Heerlen vanuit Den Haag. Vanaf 1996 reed er op werkdagen en zaterdags naast de stoptrein Roermond – Maastricht Randwyck elk uur een stoptrein Sittard – Maastricht. Twee jaar later gingen de voormalige IC '90-treinen van en naar Amsterdam Centraal rijden. Ook nu reed nog altijd een aantal treinen van en naar Maastricht.
Op de spoorlijn Venlo – Roermond werd de treindienst in de zomer van 1994 buiten de spits teruggebracht tot een uurdienst. In juni 1996 werd de treindienst na aanpassingen van het baanvak opnieuw gewijzigd. Voortaan reed tussen Nijmegen en Roermond eenmaal per uur een sneltrein. Deze trein stopte alleen in Boxmeer, Venray, Venlo en Reuver en legde het gehele traject ruim twintig minuten sneller af dan de stoptreinen die voorheen op het traject reden. Naast de sneltrein ging tussen Blerick en Roermond eenmaal per uur een stoptrein reden.

### Grote wijzigingen begin 21e eeuw
Vanaf december 2003 werd de stoptreindienst Roermond – Maastricht Randwyck een halfuursdienst. De pendeltreinen tussen Sittard en Maastricht vervielen hierbij. De stoptreinen Roermond – Heerlen werden ingekort tot Sittard – Heerlen. Twee jaar later gingen de voormalige IC '90-treinen dagelijks in een halfuurdienst tussen Schiphol en Utrecht rijden. Op werkdagen werd tot in de eerste avonduren doorgereden naar Eindhoven. Een aantal van deze treinen reed hierbij nog altijd door naar Maastricht.
Met het invoeren van de Dienstregeling 2007-2009 werd een aantal grootschalige wijzigingen doorgevoerd. De intercity's van de Randstad naar Zuid-Limburg begonnen en eindigen doordeweeks en op zaterdagen in Alkmaar en in de brede spits zelfs in Schagen. Op zondag begonnen en eindigen de treinen in Amsterdam Centraal. Daarnaast reden de treinen voortaan gekoppeld tussen Amsterdam en Sittard. Hierdoor ontstond zowel naar Maastricht als naar Heerlen een halfuursdienst. De treindienst Schiphol – Utrecht – Eindhoven (– Maastricht) en de stoptreindienst Roermond – Maastricht Randwyck bleven vrijwel ongewijzigd.
In december 2005 werd de treindienst op het traject Venlo – Roermond opnieuw gewijzigd. Voortaan reed er één stoptrein en één sneltrein tussen Nijmegen en Roermond. De sneltrein sloeg echter alleen nog Vierlingsbeek, Tegelen en Swalmen over. De reistijd werd hierdoor weer met enkele minuten verlengd. Een jaar later werd de exploitatie van het traject overgenomen door Veolia. De maatschappij reed in eerste instantie een halfuurdienst van stoptreinen tussen Nijmegen en Roermond. Hoewel de treinen nu weer in een consequente halfuursdienst reden was de reistijd ten opzichte van enkele jaren eerder een kwartier langer. Door de inzet van nieuw materieel kon de reistijd een jaar later met bijna tien minuten worden verkort.
Vanaf 9 december 2012 reden de intercity's Schiphol – Eindhoven door naar Heerlen. Ook werd het splitsen en koppelen in Sittard afgeschaft, waardoor er tussen Utrecht Centraal en Sittard overdag een kwartierdienst is ontstaan en er zowel naar Maastricht als Heerlen nog steeds een halfuursdienst geldt. Vanaf de dienstregeling 2018 rijden de intercity's uit Heerlen niet meer naar Schiphol, maar naar Enkhuizen. Samen met de intercity's uit Maastricht en Venlo rijdt sindsdien tussen Eindhoven en Amsterdam iedere tien minuten een trein, de zogenaamde Tienminutentrein. Hierdoor rijden er vier treinen per uur tussen Amsterdam Centraal en Sittard, maar niet meer exact in een kwartierdienst. Er zit nu minimaal 10 minuten en maximaal 20 minuten tussen de treinen.
| Serie            | Treinsoort          | Route | Bijzonderheden |
| ---------------- | ------------------- | --- | --- |
| 2700             | Intercity (NS)      | Maastricht – Sittard – Roermond – Weert – Eindhoven Centraal – 's-Hertogenbosch – Utrecht Centraal – Amsterdam Centraal – Alkmaar – (Den Helder)                 | Rijdt van maandag t/m donderdag tot 20:00 uur tussen Alkmaar en Maastricht. Rijdt op vrijdag en in het weekend enkel tussen Alkmaar en Amsterdam Centraal. Tijdens de spits rijden 2 ritten in spitsrichting door van/naar Den Helder. Rijdt niet 's avonds na 20:00. Wordt na 20:00 uur, op vrijdag en in het weekend tussen Amsterdam Centraal en Maastricht vervangen door intercity 2900. |
| 2900             | Intercity (NS)      | Enkhuizen – Hoorn – Amsterdam Centraal – Utrecht Centraal – 's-Hertogenbosch – Eindhoven Centraal – Weert – Roermond – Sittard – Maastricht                      | Rijdt van maandag t/m donderdag in de vroege ochtend en in de avonduren en rijdt van vrijdag t/m zondag de hele dag en vervangt dan Intercity 3900 tussen Enkhuizen en Amsterdam Centraal en intercity 2700 tussen Amsterdam Centraal en Maastricht. |
| 3900             | Intercity (NS)      | Enkhuizen – Hoorn – Amsterdam Centraal – Utrecht Centraal – 's-Hertogenbosch – Eindhoven Centraal – Weert – Roermond – Sittard – Heerlen                         | Stopt niet in Zaandam. Rijdt in de avonduren en van vrijdag t/m zondag de hele dag enkel tussen Eindhoven Centraal en Heerlen. Wordt in de avonduren en van vrijdag t/m zondag de hele dag vervangen door intercity 2900. Rijdt van maandag t/m donderdag in de avonduren enkel tussen Sittard en Heerlen en rijdt dan 1x/uur.                                                                |
| 32200 RS 11      | Stoptrein (Arriva)  | Nijmegen – Venray – Venlo – Roermond | |
| 32400 RS 12      | Stoptrein (Arriva)  | Maastricht Randwyck – Maastricht – Sittard – Roermond | |
| Nachttrein 32700 | Nachttrein (Arriva) | Maastricht – Sittard – Roermond – Weert – Eindhoven Centraal – 's-Hertogenbosch – Utrecht Centraal – Amsterdam Bijlmer ArenA – Amsterdam Zuid – Schiphol Airport | Rijdt alleen in de nacht van vrijdag op zaterdag. |

## Materieelinzet
Net als op elke 20e-eeuwse Nederlandse spoorlijn werd de dienstregeling op het traject in eerste instantie uitgevoerd met stoomtractie. Hoewel in 1934 het eerste dieselstroomlijnmaterieel werd geïntroduceerd, duurde het nog 15 jaar voordat er ook treinstellen in de doorgaande treinen naar Limburg reden. In 1949 werd het traject Eindhoven – Maastricht met elektrisch materieel berijdbaar. De treindienst werd in eerste instantie voornamelijk uitgevoerd met het Materieel '46 en getrokken treinen met elektrische locomotieven ervoor. Halverwege de jaren vijftig werd ook het nieuwe Materieel '54 op de spoorlijn geïntroduceerd. Vanaf 1961 werden vrijwel alle de rechtstreekse sneltreinen tussen Amsterdam en Maastricht met getrokken materieel gereden. Enkele treinen, waaronder de zaterdagse Valkenburg-express werden nog wel met stroomlijnmaterieel gereden. Het Materieel '46 bleef nog naast de stoptreinen op het traject rijden.
Begin jaren vijftig werden zowel de oude dieseldrieën als de dieselvijven tussen Venlo en Roermond ingezet. De DE 5-treinstellen reden hierbij voornamelijk de doorgaande treinen tussen Enschede en Roermond. In 1961 kwamen voor het eerst de nieuwe Plan U-treinstellen op de spoorlijn. De treinstellen hadden vervolgens meer dan 35 jaar vrijwel alleenheerschappij op het traject.

### Jaren zeventig en tachtig: wisseling van de wacht
Bij de invoering van het nieuwe product 'intercity' werd een aantal materieelsoorten aangewezen om deze treindiensten te rijden. De getrokken treinen tussen Zandvoort en Limburg werden sindsdien gereden met Plan E-rijtuigen, voornamelijk getrokken door elektrische locomotieven van de serie 1200. Het laatste stroomlijnmaterieel verdween in 1970 uit de doorgaande treinen op het traject. Het Materieel '46 bleef nog altijd de meeste stoptreinen op het traject rijden.
In 1981 en 1982 werd materieel in de getrokken treinen vervangen door de nieuwe intercityrijtuigen. De tractie werd voortaan verzorgd door de nieuwe locomotieven van de serie 1600. In de zomer van 1983 werd het laatste Materieel '46 buiten dienst gesteld. De stoptreindiensten werden toen overgenomen door het Materieel '64. De Valkenburg-express werd zowel met stroomlijnmaterieel als getrokken materieel gereden. De Valkenburg-expres van en naar Zwolle reed tot 1990 over de Maaslijn en werd, evenals vrijwel alle andere treinen op het traject, gereden met Plan U-treinstellen.

### 1990-2006: diversiteit op de Limburgse lijnen
In de zogenaamde IC '90-treinen werden verschillende materieelsoorten ingezet. Zo verschenen na ruim 30 jaar tussen de getrokken intercity's ook enkele intercity's met Materieel '54 en ICM-treinstellen. Later werd ook het Dubbeldeks interregiomaterieel (DD-IRM) ingezet. Het ICM werd aan het begin van de eeuw uit de meeste treindiensten geweerd en met het wijzigen van de treindienst in een intercitydienst tussen Amsterdam (later Schiphol) en Eindhoven met uitlopers naar Maastricht, werd een groot deel van de intercity's weer gereden met getrokken materieel. In de eerste jaren van de 21e eeuw nam het DD-IRM ook hier een aantal treindiensten tussen Haarlem en Maastricht over.
In de zomer van 1999 werd "een aantal" treinen tussen Den Haag en Heerlen versterkt met vier, later vijf in België gehuurde K4-rijtuigen. In december 2000 werden ook 24 In Duitsland gehuurde rijtuigen ingezet in de treindienst. In februari 2002 werden deze gehuurde Belgische en Duitse rijtuigen vervangen door ICK-materieel. Die 150 ICK-rijtuigen waren in 2000 gekocht van de Deutsche Bahn en voorzien van nieuw interieur. Bovendien waren de rijtuigen in de geel/blauwe intercitykleuren van de NS overgeschilderd. De rijtuigen waren in eerste instantie bedoeld om tijdelijk materieeltekort op te vangen totdat er voldoende IRM-rijtuigen beschikbaar waren. Ze werden de eerste maanden nog ingezet in combinatie met andere rijtuigtypen, later reden de rijtuigen alleen nog in complete ICK-treinen.
In de stoptreindiensten werden van de zomerdienst van 1991 tot 1993 toch enkele treinstellen Materieel '54 ingezet. De treinstellen reden voornamelijk tijdens de spits in de verschillende Limburgse stoptreindiensten. De treinstellen reden in de zomer van 1994 ook de laatste Valkenburg-express. Tevens werd eind juni 1997 de treindienst tussen Nijmegen en Roermond overgenomen door Dieselmaterieel '90.

### Dienstregeling 2007
Met de invoering van de compleet vernieuwde dienstregeling 2007 was het ineens gedaan met al het getrokken materieel van de intercity's tussen de Randstad en Zuid-Limburg. Alle treindiensten werden toen overgenomen door het DD-IRM. In de spitsdiensten tussen Schiphol en Maastricht werd nog wel een aantal treinen met Intercityrijtuigen gereden. Ook het Materieel '64 bleef vooralsnog de stoptreinen op het traject rijden.
Bij het ingaan van de dienstregeling 2007, in december 2006, verdwenen de treinstellen van Dieselmaterieel '90 van de verbinding Nijmegen – Roermond. Immers: Veolia nam de exploitatie van het traject over, en zette aanvankelijk gehuurde Wadlopers in. In november 2007 werden de eerste eigen treinstellen van het type Velios ingezet op het traject. Enkele maanden later was de laatste Wadloper uit Limburg verdwenen.

## Toekomst Roermond – Venlo (– Nijmegen)
In 2006 maakten dagelijks ruim 18.000 reizigers gebruik van de grotendeels enkelsporige spoorlijn tussen Nijmegen en Roermond, waarmee het een van de drukste regionale spoorlijnen van Nederland is.

### Elektrificatie en spooruitbreiding (2019)
Nadat in 2008 al afspraken waren gemaakt voor de uitbreiding van de infrastructuur is er als gevolg van wijzigingen in het project vertraging opgetreden en zijn er inmiddels hogere kosten. Ook voor de elektrificatie zijn extra investeringen nodig. Voor het project de Maaslijn was 154,6 miljoen euro uitgetrokken, waarvan 50 miljoen door het Rijk. In maart 2019 is besloten om het budget te verhogen tot 213 miljoen euro. Het Rijk betaalt totaal 60 miljoen euro, terwijl Limburg 99,9 miljoen euro neertelt, Noord-Brabant 31,6 miljoen euro en Gelderland 21,5 miljoen euro.
Zowel het Rijk als de provincies Limburg, Noord-Brabant en Gelderland trekken extra geld uit voor de Maaslijn. Daarmee kan worden gestart met de gedeeltelijke spoorverdubbeling en met de elektrificatie van de lijn tussen Nijmegen, Venlo en Roermond.
Tussen Reuver en Swalmen wordt dubbelspoor aangelegd. Ook wordt een aantal bogen, viaducten, bruggen en overwegen aangepast, zodat de nieuwe elektrische treinen vaker en sneller kunnen rijden dan de huidige dieseltreinen. De nieuwe elektrische treinen zijn van het type Flirt en ontworpen door de Zwitserse treinfabrikant Stadler. Deze trein is luxer, iets stiller en lichter dan de huidige dieseltrein.
Verwacht wordt dat het project in 2024 kan worden voltooid, waarna de snelheid en de frequentie van de treinen op dit traject kan worden verhoogd, waarmee tegemoet kan worden gekomen aan het toegenomen vervoer op de lijn.

## Galerij

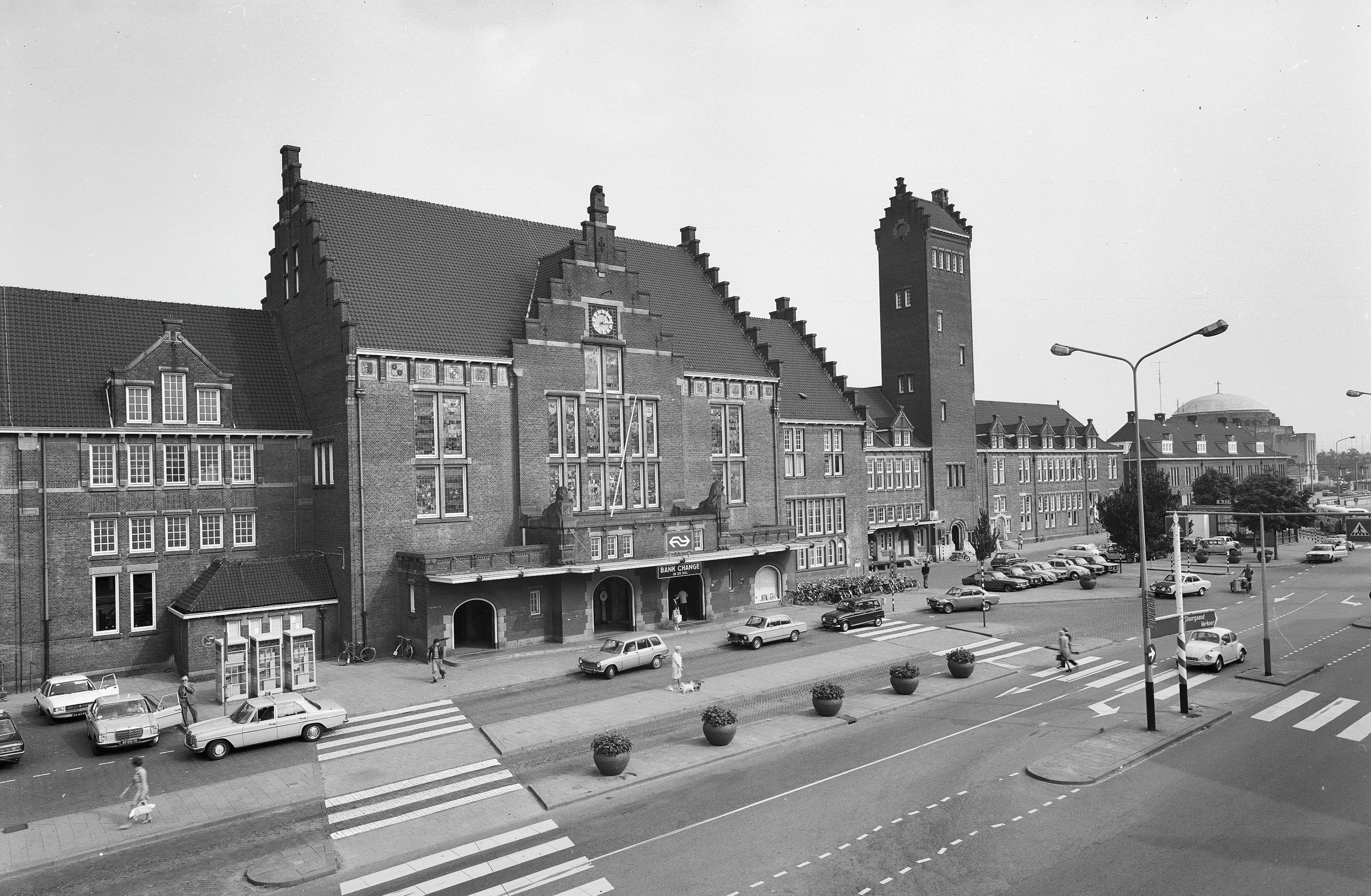
Station Maastricht; september 1975.
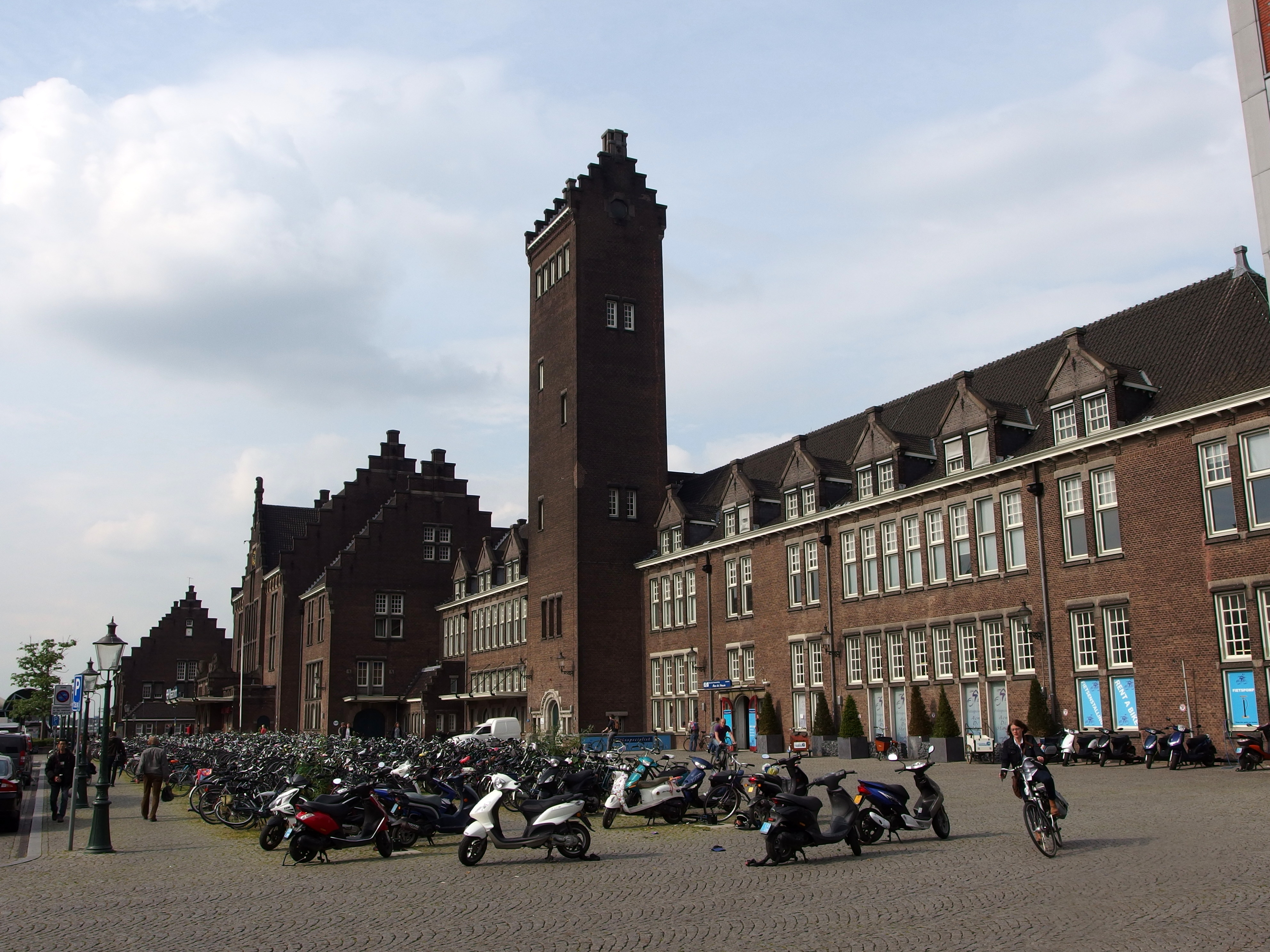
Station Maastricht; 26 mei 2014.
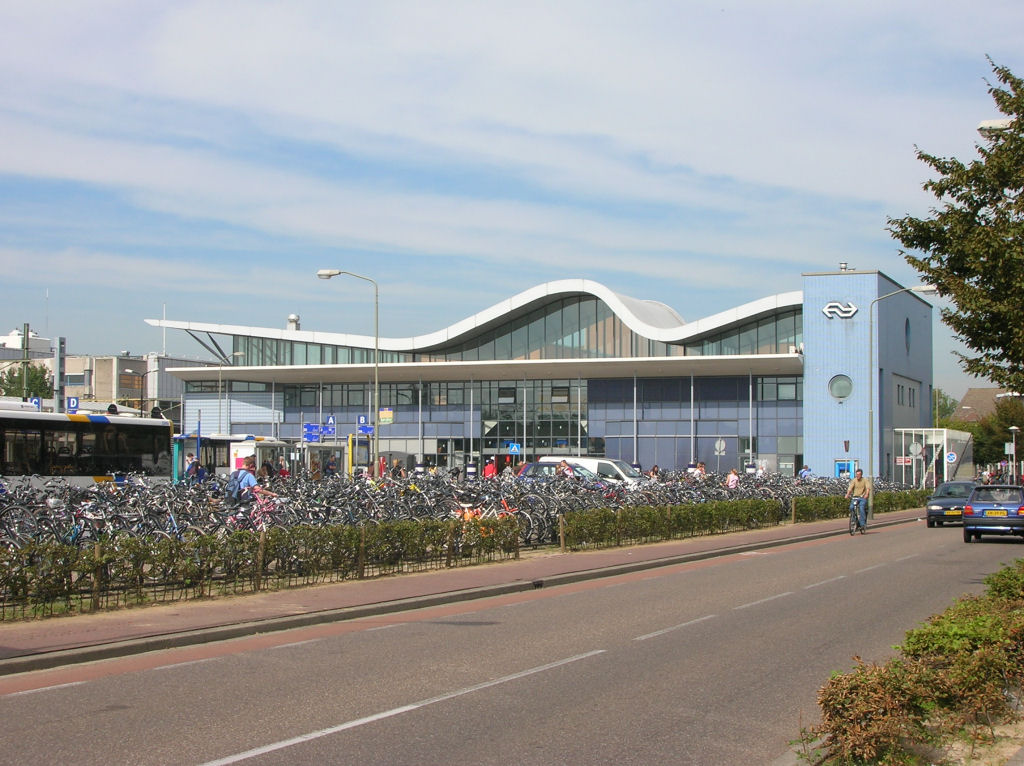
Station Sittard; 15 september 2006.
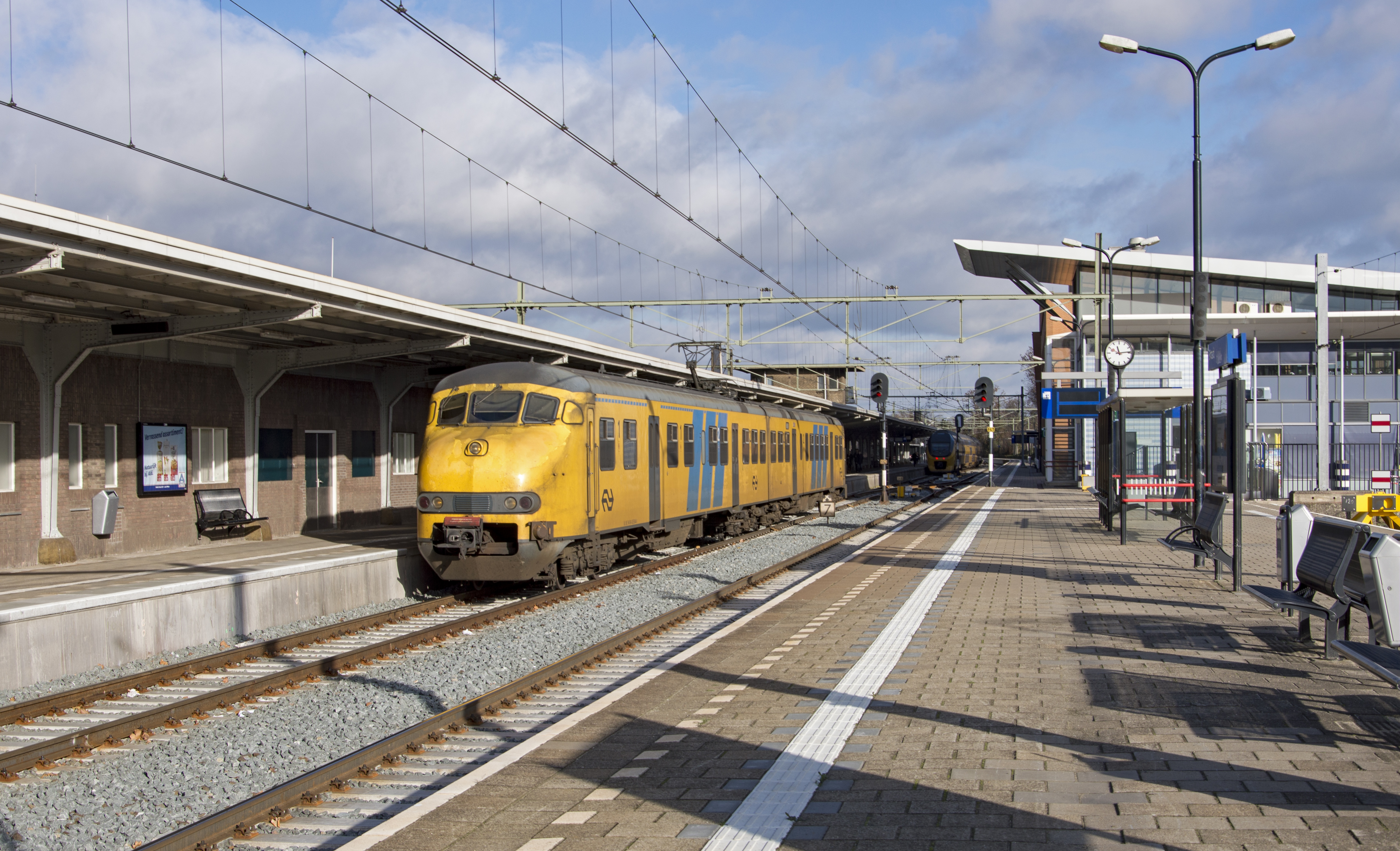
Treinstel Plan V 444 te Station Sittard; 21 november 2015.
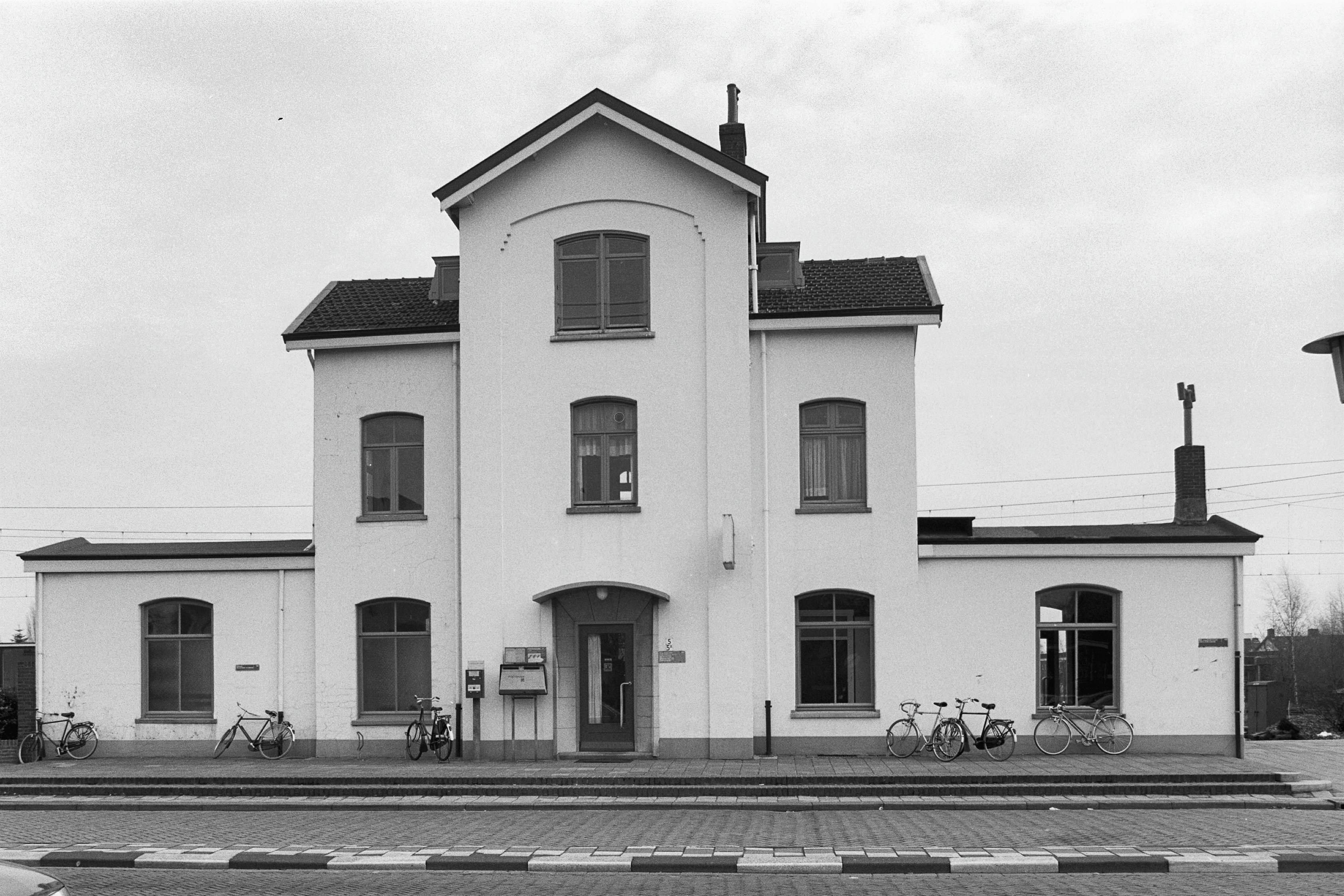
Station Echt; 4 december 1986.
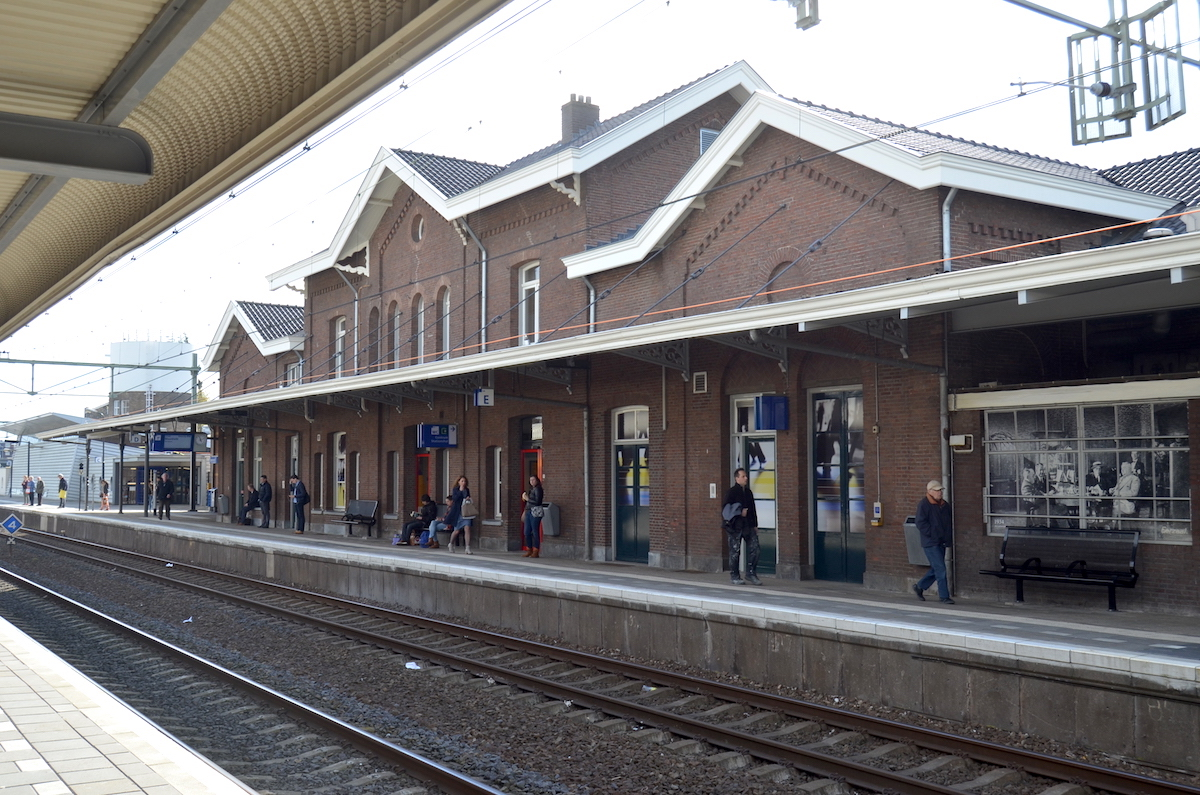
Station Roermond; 17 april 2015.
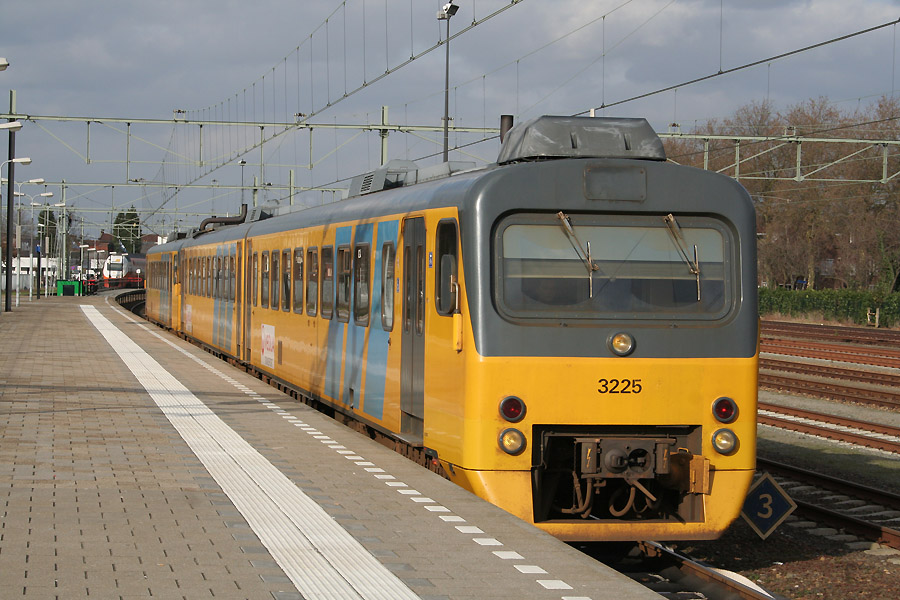
Twee wadlopers (3225 en 3114) bij binnenkomst te Roermond; 10 maart 2007.
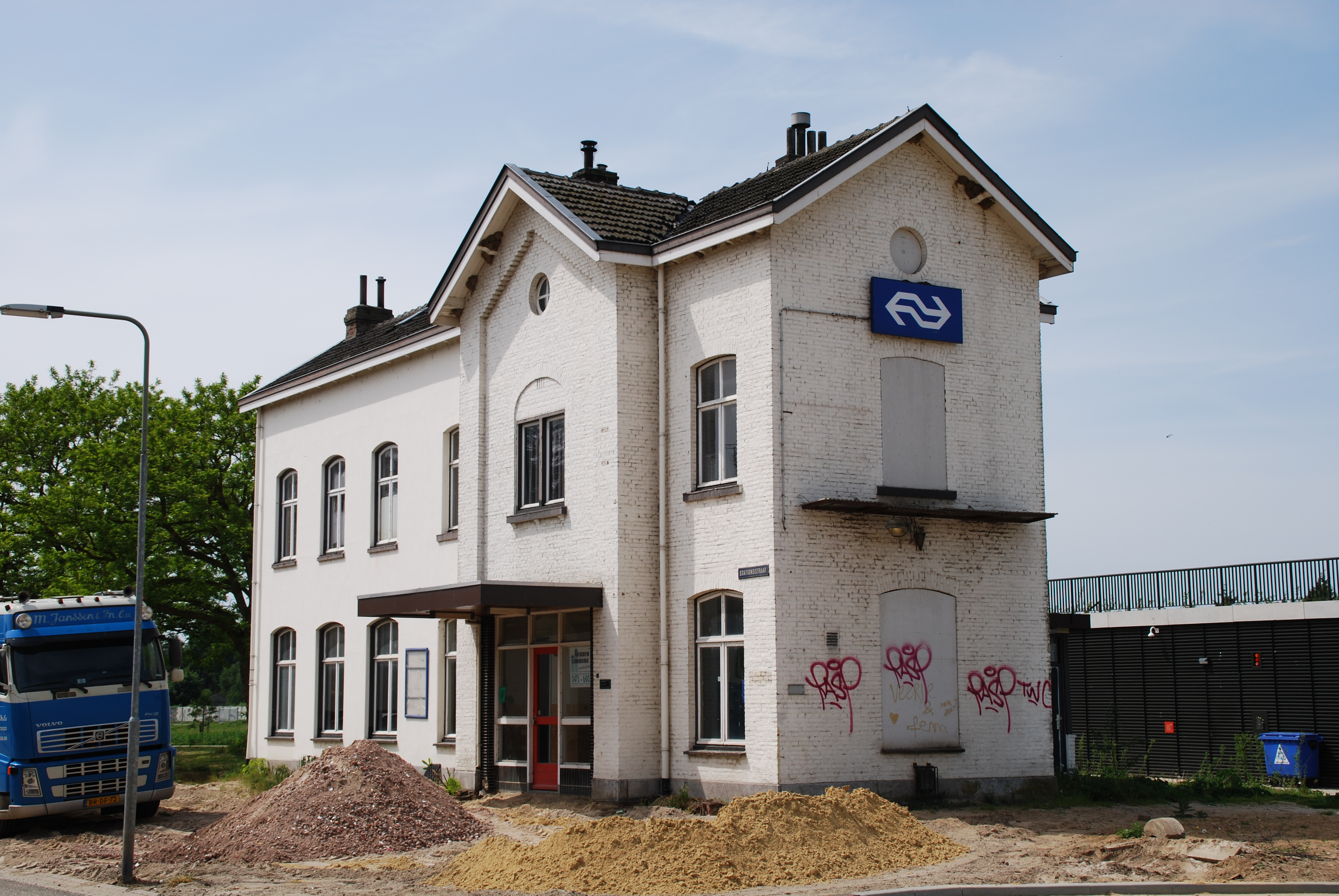
Station Swalmen; 9 mei 2009.
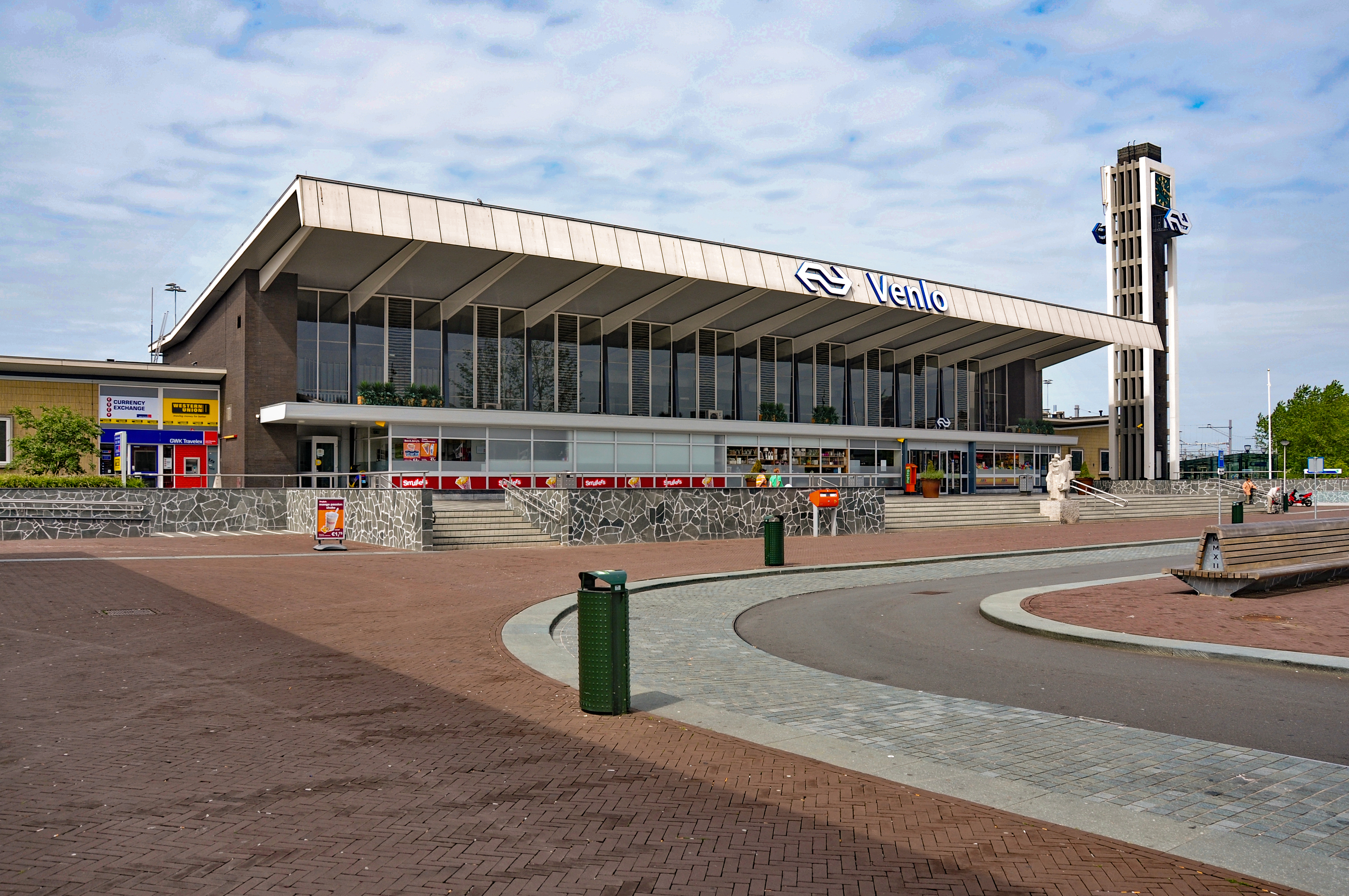
Station Venlo; 30 juni 2013.
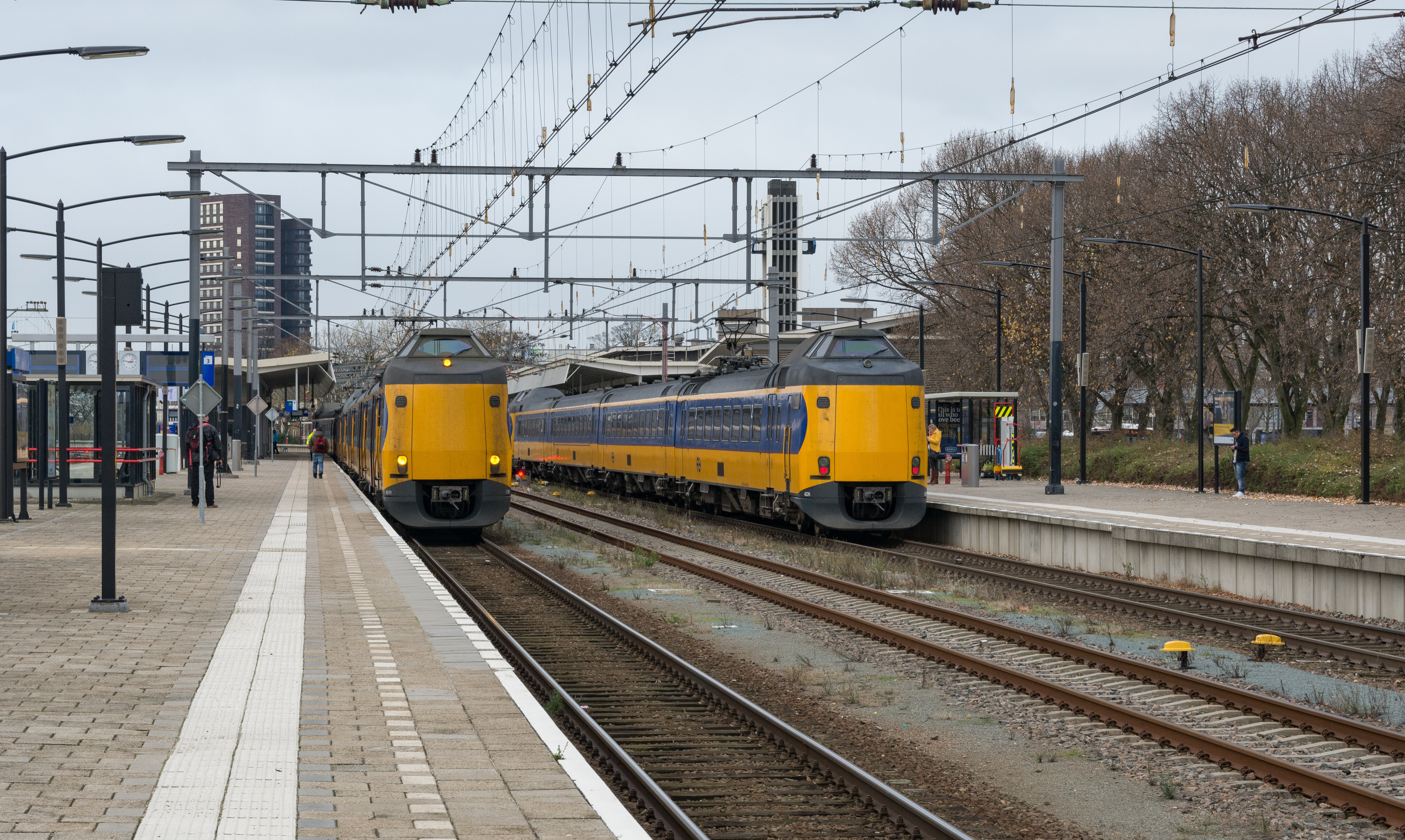
ICM-treinstellen te Venlo; 27 november 2016.
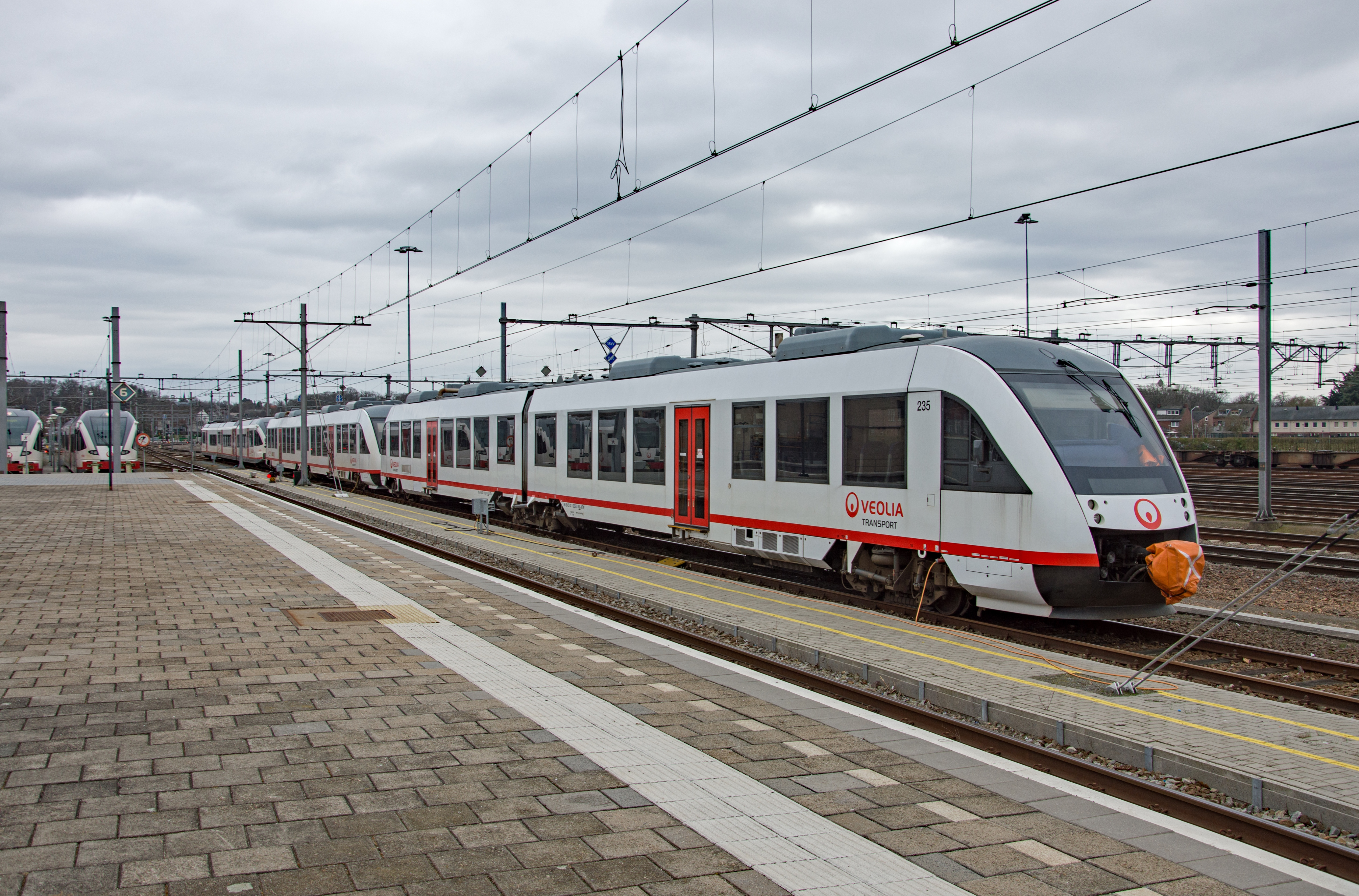
Veolia-treinstellen 235, 237 en 353 te Venlo; 20 maart 2016.
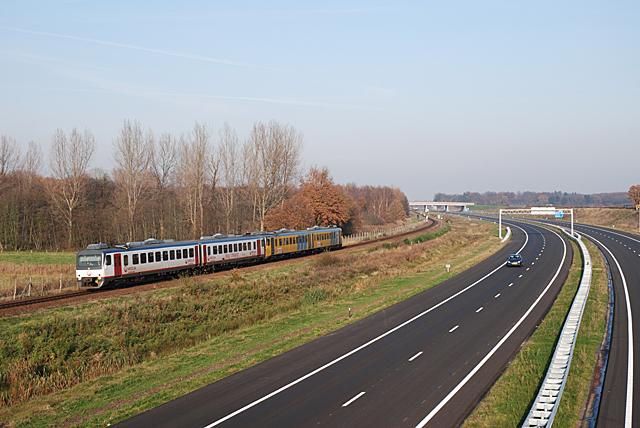
De Wadlopers, die in 2006/2007 tijdelijk op de Maaslijn reden.